# Ambystoma tigrinum
Pour les articles homonymes, voir Amblystome.
Espèce
Synonymes
- Siren operculata Palisot de Beauvois, 1799
- Proteus neocaesariensis Green, 1818
- Axolotus philadelphicus Jarocki, 1822
- Salamandra tigrina Green, 1825
- Salamandra ingens Green, 1831
- Salamandra lurida Sager, 1839
- Ambystoma episcopus Baird, 1850 "1849"
- Siredon harlanii Duméril, Bibron & Duméril, 1854
- Ambystoma bicolor Hallowell, 1858 "1857"
- Amblystoma conspersum Cope, 1859
- Amblystoma obscurum Baird, 1868 "1867"
- Amblystoma xiphias Cope, 1868 "1867"
- Amblystoma copeianum Hay, 1885

Statut de conservation UICN

 LC  : Préoccupation mineure
Ambystoma tigrinum, Salamandre tigrée ou Amblystome tigré, est une espèce d'urodèles de la famille des Ambystomatidae.

## Répartition

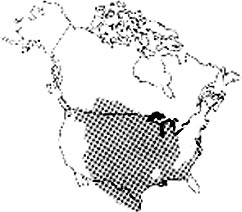
Aire de répartition

Cette espèce se rencontre dans le centre-sud du Canada et aux États-Unis jusqu'à 3 600 m d'altitude.

## Description

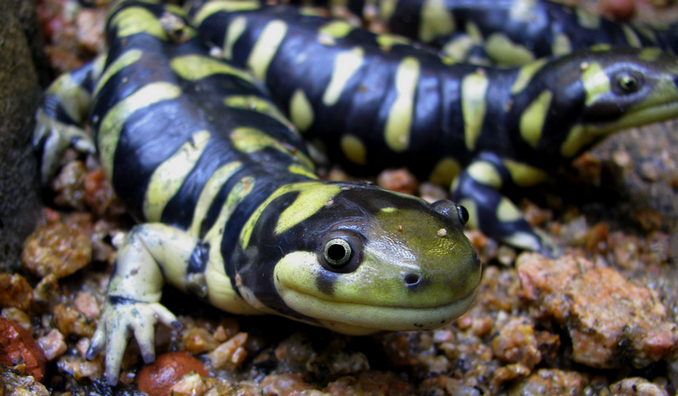
Ambystoma tigrinum

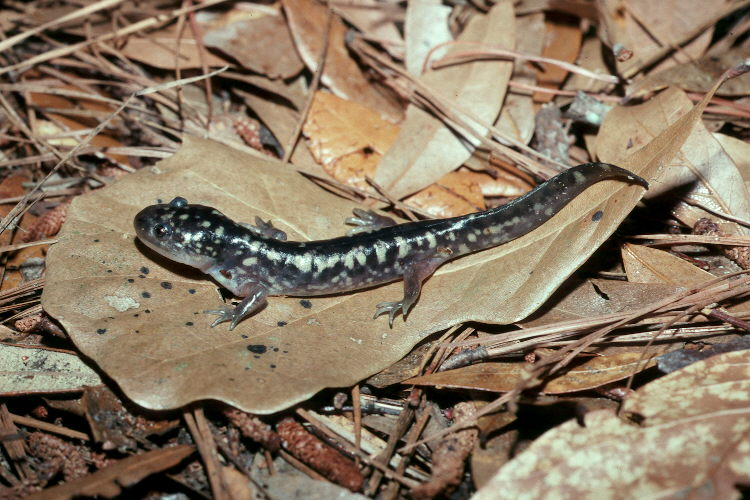
Ambystoma tigrinum

L'animal peut faire de 20 à 25 cm, les mâles étant en général plus grands que les femelles. Ils peuvent vivre 20 ans.
On pensait autrefois qu'il s'agissait de la forme adulte, nommée amblystome, de l'Axolotl (Ambystoma mexicanum). Ambystoma tigrinum est un animal offrant une étonnante variété d'apparence. On parle parfois, afin de résoudre les conflits, de « complexe » Ambystoma tigrinum, le terme complexe signifiant ici qu'on est en présence d'un groupe (un complexe) d'espèces et/ou de sous-espèces très proches et totalement ou largement interfécondes.
La néoténie apparaît comme augmentant les capacités de l'animal à s'adapter à des gammes d'environnement plus variés, c'est-à-dire que certains jeunes gardent des caractères physiques considérés comme juvéniles (et donc normalement perdus à l'âge adulte) toute leur vie. Dans leur cas, il s'agit des branchies. Un Ambystoma tigrinum qui n'a pas perdu ses branchies ni acquis de poumons ne peut sortir de l'eau. Il ressemble dès lors à un axolotl brun, de la variété sauvage, et en a le mode de vie. La néoténie semble encouragée par des conditions hors de l'eau défavorables (sécheresse, par exemple). Les animaux néoténiques peuvent se reproduire sans problème.
Les Ambystoma tigrinum sont des animaux essentiellement terrestres, mais qui ont besoin d'une forte humidité. Ils vivent dans les sous-bois, les caves, les terriers. Plutôt nocturnes et partiellement adaptés à la vie souterraine, les Ambystoma tigrinum ne se rendent normalement dans l'eau que pour leur reproduction.

## Publication originale
- Green, 1825 : Description of a new species of salamander. Journal of the Academy of Natural Sciences of Philadelphia, vol. 5, p. 116–118 (texte intégral).